# Powięź karku
Powięź karku (łac. fascia nuchae) – w anatomii człowieka cienka błona łącznotkankowa przedłużająca się ku dołowi w powięź piersiowo-lędźwiową, a ku przodowi w blaszkę powierzchowną i przedkręgową powięzi szyi. U góry przyczepia się do powierzchni dolnej łuski kości potylicznej, przyśrodkowo zrasta się z więzadłem karkowym. Położona jest na mięśniach płatowatych i mięśniu półkolcowym głowy, zewnętrznie przykrywają ją mięsień czworoboczny i mięsień równoległoboczny.